# 松平長七郎
松平 長七郎（まつだいら ちょうしちろう）は、江戸幕府の第三代将軍徳川家光の弟・徳川忠長の子とされる架空の人物。諱は長頼（ながより）。伝説上は徳川忠長の遺児で母親は鷹司家の出とされているが、忠長に実子がいたことは史料上確認されておらず、また実際の忠長の正室は織田信長の孫織田信良の娘である。

## 伝承上の生涯
父の死後、高崎城に幽閉されるも、命を助けられて捨扶持を与えられる。後に江戸に出て大橋隆慶の元で将棋を学んで後に上方へ諸国漫遊に出る。途中、大叔父である紀州藩主徳川頼宣への謁見を許される。頼宣は長七郎の身の上に同情して厚遇する。更に旅を続けた長七郎は、伊勢国で賊に襲われた江戸の商人・木綿屋新兵衛父娘を救うが、新兵衛は娘・みつを託して死亡し、以後みつとともに大坂にて暮らす。その後、大坂で新兵衛を殺害した賊を見つけた長七郎がこれを斬り殺すも、大坂町奉行は長七郎が徳川将軍家の一族であることをはばかって放免した。
やがて島原の乱が始まると、長七郎は妊娠していたみつを頼宣の仲介で鷹司家に預けて、板倉重昌・松平信綱の配下として幕府の討伐軍に加わった。乱後、家光から大名取立ての話があるもこれを受けず、頼宣の客分という立場で各地を旅した。やがて、寛文元年（1661年）に和歌山にて48歳の生涯を閉じる。みつが生んだ男子はそのまま鷹司家で育てられ、鷹司松平家の祖・松平信平になったのだという（平凡社『日本人名大事典』）。

## 長七郎のモデル
上記が、伝えられている長七郎の生涯である。しかし1661年に48歳で没したという設定では単純計算でも長七郎は慶長19年（1614年）生まれとなり、これでは忠長が9歳のときの子供になってしまう。父忠長が、慶長11年（1606年）に生まれているためである。
鷹司松平家の祖となった実際の松平信平は、関白・鷹司信房の息子である。信平は徳川家光の正室孝子の弟であり、江戸に下向して松平姓を賜り、7000石を与えられて旗本になった。また信平の正室は紀伊徳川頼宣の娘・松姫であったことから、長七郎と紀伊徳川家とが物語の中で結びつけられたのではないかと考えられる。さらにその孫の信清は3000石を加増されて吉井藩を立藩し1万石の大名になった。このように、公家の中でも最高位の五摂家出身という超貴種の血筋から武家への転身を果たし、さらに子孫が大名となったのは、徳川時代には鷹司松平家のみという極めて特殊な経歴から、信平は実は徳川将軍家の血筋の人物であったという風説が生み出された。
そしてその結果、しばしば松平長七郎と鷹司松平家の当主の経歴が混同され、この松平信平を長七郎本人あるいはその子としたり、その孫・松平信清を長七郎の子や孫とする説が生まれたが、現在では誤りとされている。また、忠長の従兄弟にあたる松平忠直が改易後、配流先で産ませた永見長頼とも混同され、永見長頼を長七郎とする説も出たが、これも誤りとされている。現在では徳川忠長は妻を娶っていたが、子はいなかったというのが史実とされている。
長崎市の田上寺には長七郎の墓と伝えられる墓石があり、延宝4年12月25日（1677年1月28日）に56歳で逝去したと刻まれているが、実際には後年建てられた物であるという。
ちなみに、「南紀徳川史・第5冊」によると、高崎藩主になった経験のある松平信吉の実弟松平忠頼（慶長14年に死去）の三男で伊勢桑名藩主松平定勝の養子になり、さらに紀州藩士になった松平忠勝は通称を長七郎と称しているために同姓同通称だが、全く関係はない。
忠勝は後に暇をもらって山城国に閑居し、寛文4年（1664年）に死去している。忠勝の家から徳川家茂の生母である実成院が出ている。

## 小説・テレビ時代劇
後に村上元三が長七郎を主人公とした歴史小説『松平長七郎旅日記』を発表して広く知られるようになり、テレビ時代劇『長七郎天下ご免!』（1979年 - 1982年、テレビ朝日 / 東映）、『長七郎江戸日記』（1983年 - 1991年、日本テレビ / ユニオン映画、六本木オフィス）が、いずれも里見浩太朗主演で作られている。ともに人気作品となり、後者はシリーズ化されている。このため松平長七郎の名は、現在となっては戦後の大衆文学やテレビドラマにおける“貴種流離譚”の物語を代表するキャラクターとして知られている。